# Liste der Kulturdenkmäler in Dodenburg
In der Liste der Kulturdenkmäler in Dodenburg sind alle Kulturdenkmäler der rheinland-pfälzischen Ortsgemeinde Dodenburg aufgeführt. Grundlage ist die Denkmalliste des Landes Rheinland-Pfalz (Stand: 10. August 2023).

## Denkmalzonen
| Bezeichnung                   | Lage                             | Baujahr         | Beschreibung | Bild            |
| ----------------------------- | -------------------------------- | --------------- | --- | --------------- |
| Denkmalzone Schloss Dodenburg | Schloßstraße 14, 20, 22, 30 Lage | 16. Jahrhundert | ehemalige Wasserburg, 16. Jahrhundert, 1891 in Formen der deutschen Renaissance verändert; achteckiges Gartenhäuschen, Mitte des 18. Jahrhunderts; Parkanlage | Fotos hochladen |

## Einzeldenkmäler
| Bezeichnung | Lage                 | Baujahr                | Beschreibung | Bild            |
| ----------- | -------------------- | ---------------------- | --- | --------------- |
| Hofgut      | Schloßstraße 2 Lage  | frühes 20. Jahrhundert | Hofgut, frühes 20. Jahrhundert; stattliches Wohnhaus, eingeschossiger Verbindungsbau, Stall unter Mansarddach, Wirtschaftsgebäude mit Putz- und Fachwerkflächen       | Fotos hochladen |
| Schulhaus   | Schloßstraße 11 Lage | um 1910/20             | ehemalige Schule; eingeschossiger Mansarddachbau, Reformarchitektur, um 1910/20; Gesamtanlage mit Schulhof mit bauzeitlicher Umfriedung, Baumbestand und Nebengebäude | Fotos hochladen |